# 河合村 (兵庫県)
河合村（かわいむら）は、兵庫県加東郡にあった村。現在の小野市の北西端、加古川の右岸にあたる。

## 地理
- 山岳：皿山
- 河川：加古川、万願寺川

## 歴史
- 1889年（明治22年）4月1日 - 町村制の施行により、河合中村・復井村・新部村・西村・西森村・三和村・粟生村の区域をもって発足。
- 1913年（大正2年）8月1日 - 播州鉄道（現・JR加古川線）開業。
- 1952年（昭和27年）4月10日 - 神戸電気鉄道（現・神戸電鉄）が小野駅～粟生駅間を開業。
- 1954年（昭和29年）12月1日 - 小野町・来住村・市場村・大部村・下東条村と合併して小野市が発足。同日河合村廃止。

## 交通

### 鉄道路線
- 日本国有鉄道
  - 加古川線
    - 粟生駅 - 河合西駅 - 青野ケ原駅

  - 北条線（現・北条鉄道北条線）
    - 粟生駅
- 神戸電気鉄道（現・神戸電鉄）
  - 粟生線
    - 粟生駅

## 教育
- 河合村立河合小学校（現・小野市立河合小学校）

## 名所・旧跡
- 金鑵城跡
- 河合城跡
- 河合西廃寺跡
- 河合廃寺跡
- 慶徳寺
- 鈴之宮神社
- 近津神社
- 堀井城跡

## 出身著名人
- 斯波与七郎（地主、貴族院多額納税者議員）
- 小林絹治（元衆議院議員）
- 堀井富太郎（陸軍中将、南海支隊長）
- 小林正巳（元衆議院議員）
- 蓬萊務（小野市長）